# Teatro Massimo Bellini

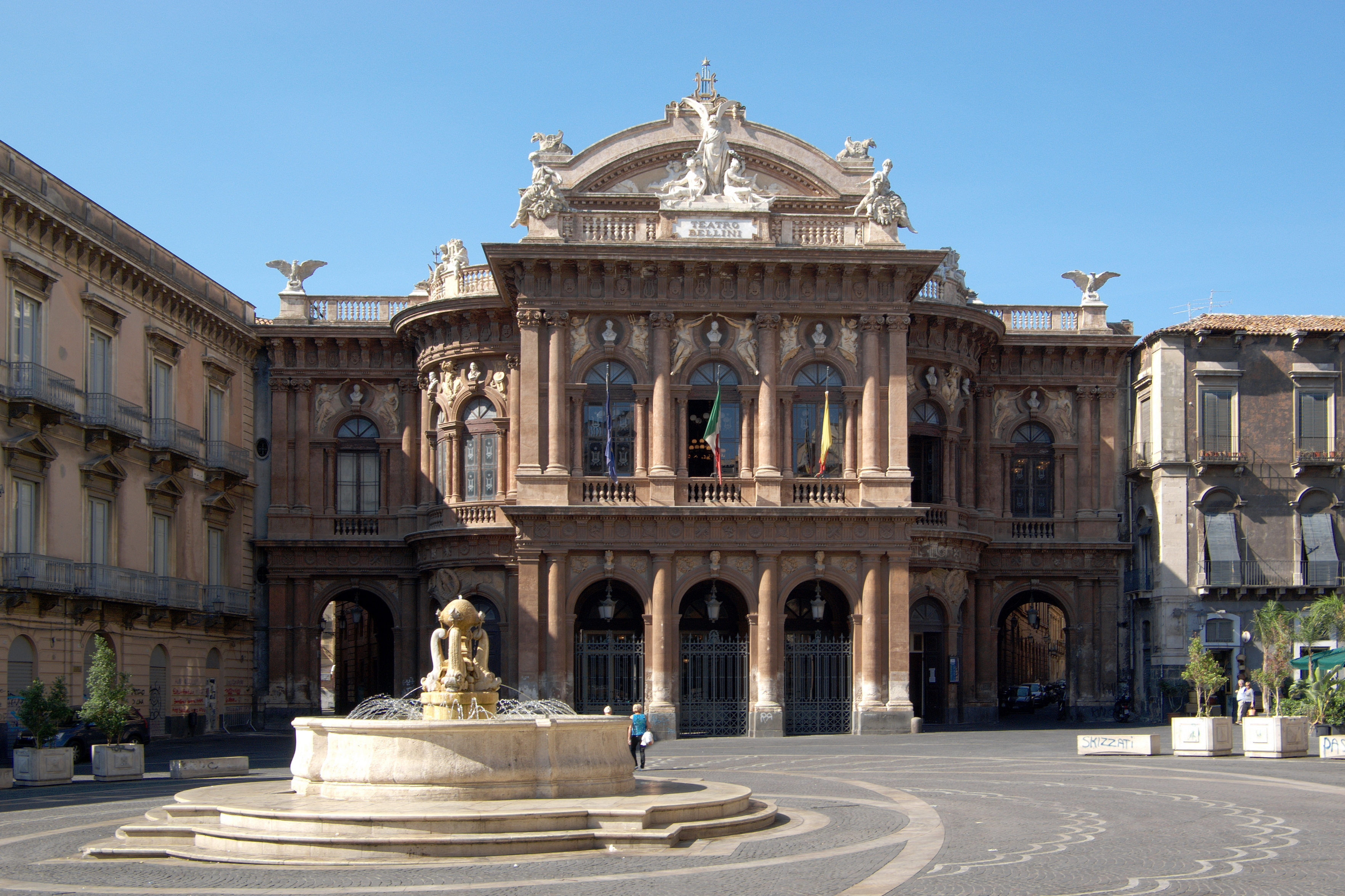
Das Teatro Massimo Bellini 2006

Teatro Bellini 1893

Das Teatro Massimo Bellini ist ein Opernhaus in Catania, Sizilien.
Das Opernhaus in der Geburtsstadt Vincenzo Bellinis wurde am 31. Mai 1890 mit der Oper Norma eröffnet.
Das Haus fasst 1200 Zuschauer und wurde vom Architekten Andrea Scala entworfen und von seinem Mitarbeiter Carlo Sada modifiziert und gebaut. Der Stil des Catania-Theaters ist inspiriert vom französischen Eklektizismus des Zweiten Kaiserreichs, der Paris von Charles Garnier mit der Pariser Oper auferlegt wurde.
Das Haus zeigte im Laufe seiner Geschichte fast das gesamte Werk Bellinis. Viele seiner Opern wurden von bekannten Opernsängern aufgeführt. 1951, zum 150. Geburtstag Bellinis sang Maria Callas die Rolle der Norma.